# Ibn Múljam
Abd-ar-Rahman ibn Múljam al-Muradí al-Madhhijí (àrab: عبد الرحمن بن مُلْجَم المرادي المذحجي, ʿAbd ar-Raḥmān b. Muljam al-Murādī al-Maḏḥijī), més conegut senzillament com a Ibn Múljam, fou l'assassí d'Alí ibn Abi Tàlib, quart califa de l'islam i cosí i gendre del profeta Muhàmmad. Ibn Múljam era un kharigita i pertanyia a la tribu dels kinda.
Segons la tradició va organitzar el pla de l'assassinat amb la seva dona Qatami bint aix-Xijna i amb dos altres kharigites, Xabib ibn Bàjara i Wardan. Una matinada van esperar Alí a la sortida de casa seva; Xabib fou el primer a atacar-lo però, en va fallar, va fugir i es va amagar entre la gent. Wardan va poder introduir-se a la casa però fou mort per un cosí d'Alí. Ibn Múljam, cridant contra el califa, va aconseguir ferir-lo al cap. L'assassí fou capturat per Abu-Admà i el mateix Alí va dictar la pena de mort, que havia d'executar-se amb el sabre amb què l'havia atacat.
El califa Alí ibn Abi Tàlib, però, va morir de les ferides al cap d'un parell de dies.